# Gainestown
Gainestown es un área no incorporada en el Condado de Clarke, Alabama, Estados Unidos. Fue nombrado en honor a George Strother Gaines, quien era el principal agente indígena de los Estados Unidos en la región; estableció un puesto comercial ahí en 1809 para hacer negocios con los choctaw, la tribu predominante.

## Historia
La fecha exacta para la fundación de la ciudad no está clara. Sin embargo, la comunidad se conocía como Gainestown en 1815, tras el final de la Guerra Creek y el cierre del puesto comercial en 1814. Gainestown se convirtió en una gran ciudad durante el apogeo del transporte fluvial, pero comenzó un lento declive después de la Guerra de Secesión.
Un tornado el 26 de marzo de 1911 destruyó al menos 12 casas y gran parte de la ciudad. Un relato contemporáneo de la tormenta dijo que una tienda de productos secos en la ciudad fue destruida, y se encontraron fragmentos de sus productos a distancias de hasta 30 millas (48,3 km) al este, en el condado de Monroe.
Gainestown tiene tres sitios que figuran en el Registro Nacional de Lugares Históricos: la Iglesia y Cementerio Metodista de Gainestown, la Escuela Gainestown y la Casa Wilson-Finlay.